# Diancistrus
Diancistrus es un género de peces marinos actinopeterigios, distribuidos por el océano Pacífico.

## Especies
Existen 28 especies reconocidas en este género:
- Diancistrus alatus Schwarzhans, Møller y Nielsen, 2005
- Diancistrus alleni Schwarzhans, Møller y Nielsen, 2005
- Diancistrus altidorsalis Schwarzhans, Møller y Nielsen, 2005
- Diancistrus atollorum Schwarzhans, Møller y Nielsen, 2005
- Diancistrus beateae Schwarzhans, Møller y Nielsen, 2005
- Diancistrus brevirostris Schwarzhans, Møller y Nielsen, 2005
- Diancistrus eremitus Schwarzhans, Møller y Nielsen, 2005
- Diancistrus erythraeus (Fowler, 1946)
- Diancistrus fijiensis Schwarzhans, Møller y Nielsen, 2005
- Diancistrus fuscus (Fowler, 1946)
- Diancistrus jackrandalli Schwarzhans, Møller y Nielsen, 2005
- Diancistrus jeffjohnsoni Schwarzhans, Møller y Nielsen, 2005
- Diancistrus karinae Schwarzhans, Møller y Nielsen, 2005
- Diancistrus katrineae Schwarzhans, Møller y Nielsen, 2005
- Diancistrus leisi Schwarzhans, Møller y Nielsen, 2005
- Diancistrus longifilis Ogilby, 1899
- Diancistrus machidai Schwarzhans, Møller y Nielsen, 2005
- Diancistrus manciporus Schwarzhans, Møller y Nielsen, 2005
- Diancistrus mcgroutheri Schwarzhans, Møller y Nielsen, 2005
- Diancistrus mennei Schwarzhans, Møller y Nielsen, 2005
- Diancistrus niger Schwarzhans, Møller y Nielsen, 2005
- Diancistrus novaeguineae (Machida, 1996)
- Diancistrus pohnpeiensis Schwarzhans, Møller y Nielsen, 2005
- Diancistrus robustus Schwarzhans, Møller y Nielsen, 2005
- Diancistrus springeri Schwarzhans, Møller y Nielsen, 2005
- Diancistrus tongaensis Schwarzhans, Møller y Nielsen, 2005
- Diancistrus typhlops Nielsen, Schwarzhans & Hadiaty, 2009
- Diancistrus vietnamensis Schwarzhans, Møller y Nielsen, 2005